# Carnaval de Nova Iguaçu
O Carnaval de Nova Iguaçu era um evento realizado todos os anos no município de Nova Iguaçu. Apesar de pouco conhecido, possuía um dos maiores desfiles de escolas de samba do estado do Rio de Janeiro. Está paralisado desde 2016, por falta de repasse de verbas por parte do poder público municipal.

## História

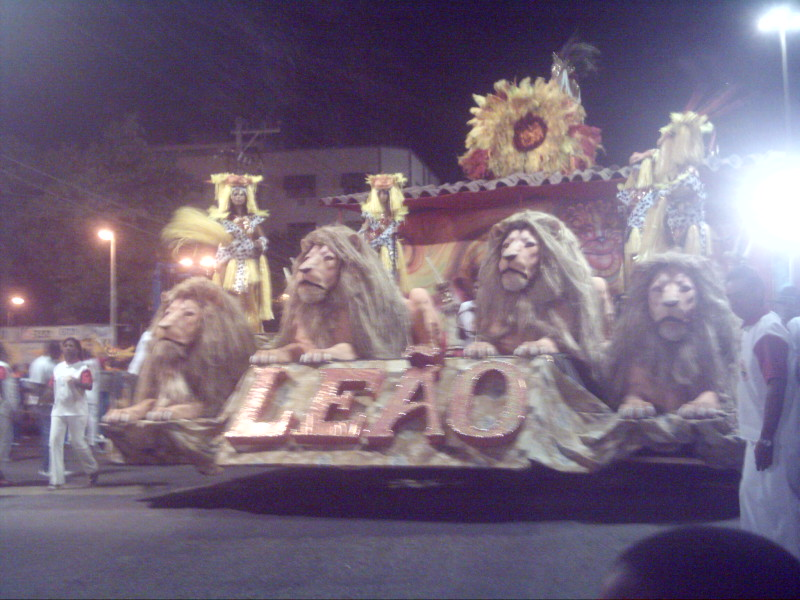
Leão de Nova Iguaçu, representante do município no Carnaval Carioca, já inclusive tendo desfilado no Grupo principal da cidade do Rio de Janeiro.

O Carnaval Iguaçuano tem sua história de altos e baixos. Começa com o desaparecimento de escolas como Acadêmicos de Miguel Couto, no qual tiveram passagem os intérpretes Nêgo, Antônio Nick, etc, além das saídas das escolas de samba Leão de Nova Iguaçu e Imperial para o carnaval carioca. Na década de 2000, o carnaval voltou com força, devido à criação da Associação de Blocos e Escolas de Samba de Nova Iguaçu (ABESNI) que passou coordená-lo, contando com 17 entidades filiadas, além dos blocos Afoxé Maxabomba e Trem da Harmonia. No ano de 2009, teve como filiado o bloco Explode Coração, do município de São João de Meriti. Durante a década, eventualmente, Leão de Nova Iguaçu e Imperial também participaram novamente, desfilando como hors-concurs. Todas estas agremiações receberam subvenção da prefeitura.
No carnaval de 2008, o desfile da cidade teve um tema único, sobre a reserva biológica de Tinguá. Em 2011, os desfiles que eram realizados na Avenida Marechal Floriano, no centro do município passaram a ser na Via Light. Nesse mesmo ano, desfilaram todas escolas formando um único grupo, dividido em três dias de desfile: domingo, segunda e terça-feira de carnaval, sendo que ao final, quatro escolas foram rebaixadas, para voltarem a formar o grupo 2 no carnaval seguinte. Mais o Presidente Zequinha 22 e diretoria, durante apuração decretou que não teria rebaixamento por suspeita de manipulação do resultado, logo depois em reunião no escritorio de Miroval Santos resouverão decretar o fim da Abesni. no carnaval 2012, o Carnaval Iguaçuano teve uma divisão com a criação de duas ligas: a LIESNI criada pela antiga diretoria da Abesni e a LEBESNI, comandada pelas entidades divergentes da anterior administração da ABESNI, criando um racha no carnaval da cidade. mas em dezembro de 2011, foi definido que o carnaval, passe a ser ordenado por uma junta criada pela Prefeitura de Nova Iguaçu, coordenado por Juvenil Reis dos Santos, fazendo junto com as duas ligas. foi acordado que a ordem de desfile será pelo ranking do carnaval 2011 e o CD de responsabilidade da LIESNI. sendo que as quatroze escolas de samba desfilam, num grupo único, que determinou a queda da quatro escolas para formar o grupo de acesso. sendo que antes do desfile, a Três Corações, devido a estar sem condições de realizar o desfile, desistiu e também estará nesse grupo de acesso..
No carnaval de 2013, assim como 2012. em que uma junta administrou, o poder público iguaçuano nomeiou uma comissão composta por Luís Antunes, Maninho e Mazinho 100%. que irá coordenar entre as duas ligas o carnaval do município. que faltando poucas semanas, não teve ordem de desfile. além de nesse ano, os desfiles voltarem a serem realizados na Avenida Marechal Floriano e de não haver competição, devido ao corte de verbas para as escolas. fazendo com que estas passem a desfilar, somente como hour-concurs. Em 2014, a ABESNI retorna depois de dois anos, extinta? mas sem poder administrar o Carnaval Iguaçuano, devido a problemas com credores. fez com que todas as entidades se unissem e formassem uma liga própria, a LUBESNI e nesse ano, os desfiles retornaram novamente para Via Light.
No carnaval de 2015, o carnaval foi alterado primeiramente devido a tempestade que assolou o município, no domingo. fazendo com que alterasse a ordem de desfiles. sendo que na segunda-feira com a passagem de uma das alegorias da escola de samba Grêmio Recreativo de Escola de Samba Palmeirinha, do bairro Corumbá, que resultou em três vítimas fatais após o carro alegórico encostar na rede de alta tensão, na Via Light, local onde os desfiles estavam sendo realizados. Fernando Antônio da Silva, Edson Jacinto Faustino e Lauro Esperança da Silva, que empurravam o carro abre-alas e morreram eletrocutados na triste ocasião., com isso o carnaval desse ano foi cancelado.
Devido a cortes no orçamento devido a crise que assola o Brasil, a Prefeitura de Nova Iguaçu cortou a subvenção dada às escolas de sambas e blocos carnavalescos, assim como as estruturas para o desfile na Via Light, fazendo com que se cancelasse mais uma vez o carnaval Iguaçuano. Sem os desfiles das escolas de samba e blocos de enredo, o carnaval iguaçuano passou a ter os desfiles dos blocos de embalo, agora sob gestão da Liga Independente dos Blocos de Rua de Nova Iguaçu (IGUAÇUAMA).

### Corte do carnaval

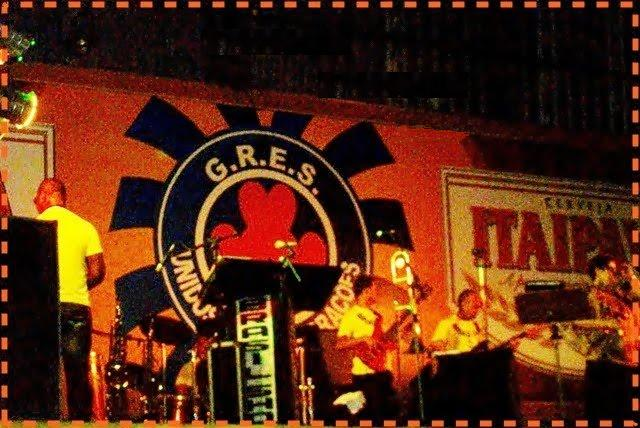
Três Corações, que já foi campeã do Carnaval Iguaçuano.

A corte do carnaval iguaçuano é semelhante a do carnaval de São Paulo, onde o rei-momo, rainha, princesas e cidadão do samba são filiados a uma escola de samba, além de exercer a função na corte, também desfilam em suas respectivas agremiações. A organização da eleição da corte momesca e de responsabilidade da ABESNI, junto com os orgãos públicos da cidade. durante muito tempo, foi rei-momo da cidade, Altair Fogueteiro. que ficou durante 10 anos.. em 2012, a organização da eleição da corte momesca passou a ser da Secretaria de Comunicação Social, em conjunto com as duas ligas (LIESNI e LEBESNI). para 2013, a organização da corte passará a ser realizada pela LEBESNI. desde 2014, foi organizada pela LUBESNI, junto ao poder público.

## Escolas de samba e Blocos carnavalescos
- Acadêmicos de Nova Brasília (Nova Iguaçu)
- Acadêmicos do Boi (Nova Iguaçu)
- Afoxé Filhos da Paz
- Afoxé Maxambomba
- Arrastão da Lagoinha (Nova Iguaçu)
- Colibri (Mesquita)
- Deixa Keto (Mesquita)
- Esperança do Amanhã (Nova Iguaçu)
- Flor de Iguaçu (Nova Iguaçu)
- Garras do Tigre (Nova Iguaçu)
- Império da Uva (Nova Iguaçu)
- Império de Cabuçu (Nova Iguaçu)
- Imperial de Nova Iguaçu (Nova Iguaçu)
- Independente de Nova América (Nova Iguaçu)
- Leão de Nova Iguaçu (Nova Iguaçu)
- Palmeirinha (Nova Iguaçu)
- Tupi de Austin (Nova Iguaçu)
- Unidos do Bandeirante (Nova Iguaçu)
- Unidos de Santa Cecília (Nova Iguaçu)
- Unidos de Santa Rita (Nova Iguaçu)
- Unidos de Três Corações (Nova Iguaçu)
- União de Miguel Couto (Nova Iguaçu)